# آراکی موراشیگه
آراکی موراشیگه (به ژاپنی: 荒木村重 Araki Murashige); ۱ ژانویهٔ ۱۵۳۵ – ۲۰ ژوئن ۱۵۸۶ سامورایی اهل ژاپن و یکی از ملازم اودا نوبوناگا در قلعه ایتامی/قلعه آریئوکا بود و همچنین ده شاگرد برجسته ریکیو استاد مراسم چای ژاپنی بود. موراشیگه در سال ۱۵۷۹ و قبل از اینکه معبد ایشی‌یاما هونگان سقوط کند، در برابر نوبوناگا قرار گرفت و با وی جنگید. پس از شکست و سقوط قلعه ایتامی فرار کرد، و بقیه زندگی خود را به عنوان شاگرد سن نو ریکیو که استاد مراسم چای ژاپنی بود، زندگی کرد. پسر ارشد او آراکی موراتسوگو بود.

## زمینه
در سال ۱۵۳۵ در ولایت ستسو در قلعه ایکدا به دنیا آمد. بزرگ‌ترین پسر یکی از ملازم خاندان ایکدا بود. نسب اجدادی وی به فوجیوارا نو هیده‌ساتو می‌رسید. در ابتدا به عنوان ملازم ایکدا کاتسوماسا رهبر خاندان ایکدا شروع به کار کرد. پس از مدتی در خاندان ایکدا دو دستگی پیش‌آمد و ایکدا کاتسوماسا، توسط پسرش ایکدا توموماسا و آراکی موراشیگه، از رهبری خاندان کنار گذاشته شد و به‌جای وی ایکدا توموماسا رهبر خاندان شد. وی به همراه ایکدا توموماسا با خاندان میوشی پیمان ائتلاف بست. پس از مدتی که در خاندان ایکدا نفاق و آشوب اتفاق افتاد وی توانست خاندان ایکدا را به زیر فرمان خود بگیرد.
در سال ۱۵۷۱ آراکی موراشیگه به منظور گسترش قدرت خود در ولایت ستسو در نبرد شیرای‌کاوارا شرکت کرد و بر وادا کوره‌ماسا که از ملازمان نوبوناگا بود، پیروز شد. با این پیروزی توانست توجه و تحسین اودا نوبوناگا را نسبت به خود جلب کند و نوبوناگا به وی اجازه داد که به‌جای خدمت به خاندان میوشی به وی خدمت کند.
در سال ۱۵۷۳ صاحب قلعه ایباراکی شد. در همان سال نوبوناگا با شوگون پانزدهم آشیکاگا یوشی‌آکی در نبرد قلعه واکائه درگیر شد. ایکدا توموماسا که تا به حال در خدمت شوگون پانزدهم بود مجبور شد که از نوبوناگا پیروی کند و به صورت ملازم آراکی موراشیگه درآمد. بدین ترتیب گکوکوجو به معنای «سرنگونی یا فراتر رفتن از مافوق» در خاندان تاکدا اتفاق افتاد و زیردست این خاندان یعنی آراکی موراشیگه به صورت مافوق این خاندان درآمد.
در سال ۱۵۷۴ قلعه ایتامی که متعلق به خاندان ایتامی از اهالی ولایت ستسو بود سقوط کرد و موراشیگه ارباب این قلعه شد و تمامی ولایت ستسو را به زیر فرمان گرفت. سال بعد خاندان آریما را که شوگوی (فرماندار) ولایت آریما بودند را نابود کرد و این ولایت را تصرف کرد. وی قلعه آکوتاگاوایاما و قلعه کوشی‌میزو را که مرکز ولایت ستسو به وسیله رژیم هوسوکاوا و رژیم میوشی قرار داده شده بود را متروک کرد و قلعه ایتامی (آریئوکا) را مرکز حکمرانی تازه خود قرار داد. در این زمان نیز به مانند قبل از نوبوناگا تبعیت می‌کرد و در تمامی نبردهای نوبوناگا اچیزن ایکو-ایکی و نبردهای ایشی‌یاما هونگان(نبرد قلعه تاکایا و نبرد تننوجی (۱۵۷۶)) و حمله به ولایت کی از نوبوناگا حمایت نظامی می‌کرداما وی که تا به حال عضوی از ارتش نوبوناگا در محاصره ده ساله نبردهای ایشی‌یاما هونگان بود، ناگهان ضد نوبوناگا شورش کرد.

## شورش
در سال ۱۵۷۸ در ماه دهم وی در حالی که در محاصره میکی به سپاه هاشیبا هیده‌یوشی پیوسته بود ناگهان به قلعه ایتامی بازگشت و علیه نوبوناگا سر به شورش زد. دلایل این شورش به درستی ثابت نشده است اما فرضیه‌های بسیاری در مورد آن وجود دارد. آکچی میتسوهیده، ماتسوی یوکان و مانمی شیگه‌موتو مأموران نوبوناگا پس از پرس و جو دربارهٔ موضوع وی را توانستند راضی کنند که برای روشن کردن مواضع خود به قلعه آزوچی به نزد نوبوناگا برود. وی در راه در قلعه ایباراکی توقف کرد و ملازم این قلعه ناکاگاوا کیوهیده به وی گفت که «نوبوناگا اگر یک بار نسبت به زیر دست خود بدبین شود بدون شک در فرصتی وی را نابود خواهد کرد.» موراشیگه پس از شنیدن این سخن از رفتن به نزد نوبوناگا منصرف شد و دوباره به قلعه ایتامی بازگشت.
هاشیبا هیده‌یوشی برای انجام گفتگو و تغییر عقیده وی کورودا یوشیتاکا (نام دیگر کورودا کانبی) را به قلعه ایتامی نزد موراشیگه فرستاد اما وی کانبی را در سیاه‌چال قلعه زندانی کرد.
پس از آن قلعه ایتامی محاصره شد و موراشیکه یک سال با شدت با نیروهای نوبوناگا جنگید اما بعد از خیانت دو تن از ملازمانش ناکاگاوا کیوهیده و تاکایاما اوکون و پیوستن آنان به نوبوناگا موقعیت به نفع نوبوناگا تغییر کرد. موراشیگه توانست سپاه ناکاگاوا کیوهیده را وادار به عقب‌نشینی کند و مدتی موفقیت نظامی به دست آورد اما بتدریج ذخایر سلاحش به اتمام رسید و خاندان موری نیز نتوانست مایحتاج وی را برساند. وی در روز دوم از ماه نهم ۱۵۷۹ به تنهایی از قلعه بیرون آمد و به قلعه آماگاساکی که پسرش آراکی موراتسوگو در آن ساکن بود، در استان هیوگو رفت.
در روز ۱۹ از ماه یازدهم نوبوناگا پیغام فرستاد و قول داد که «اگر قلعه آماگاساکی و قلعه هاناکوما را به وی تحویل دهد. خانواده وی را امان خواهد داد.» ایکدا توموماسا که به‌جای موراشیکه محافظت از قلعه ایتامی را برعهده داشت برای رساندن این پیغام و راضی کردن موراشیکه به قبول این پیشنهاد راهی قلعه آماگاساکی شد و خانواده خود را به عنوان گروگان در قلعه ایتامی بر جا گذاشت اما موراشیکه این پیشنهاد را قبول نکرد. ایکدا توموماسا نیز پس از گفتگو با موراشیکه از ترس نوبوناگا به قلعه ایتامی بازنگشت. نوبوناگا در روز ۱۳ از ماه دوازدهم همان سال ۱۲۲ نفر از خانواده موراشیکه و ایکدا توموماسا را که در قلعه باقی مانده بودند را اعدام کرد.
در روز ۱۶ از ماه دوازدهم ۳۶ نفر دیگر از اعضای خانواده موراشیگه که به کیوتو فرستاده شده بودند در روکوجوگاوارا گردن زده شدند. از آن پس نیز نوبوناگا که به دنبال دستگیری موراشیکه بود هر جا که اعضای خانواده وی را می‌یافت می‌کشت. پس از اینکه نوبوناگا خبر گرفت که معبد کونگوبو در کوه کویا با ملازم موراشیکه همکاری کرده است در تمامی کشور چند صد نفر از راهبان این معبد را کشت. اما مهره اصلی یعنی موراشیکه به همراه پسرش آراکی موراتسوگو به نزد آراکی موتوکیو در قلعه هاناکوما رفتند و پس از نبرد قلعه هاناکوما به پناه خاندان موری درآمدند و تا مرگ نوبوناگا در اونومیچی، هیروشیما زندگی می‌کردند.
پس از مرگ نوبوناگا در حادثه معبد هوننو موراشیکه به ساکای، اوساکا بازگشت و هنگامی‌که تویوتومی هیده‌یوشی قدرت را در دست گرفت به عنوان استاد مراسم چای ژاپنی مشغول بکار شد. وی در سال ۱۵۸۶ در سن ۵۲ سالگی درگذشت.
پسر او که به نام مادرش بزرگ شد، ایواسه ماتابی (آراکی کاتسوموچی) نام خانوادگی‌اش را تغییر داد و یک نقاش مشهور در دوره ادو بود. در برخی از منابع مادر ماتابی دختر آکچی میتسوهیده ذکر شده در برخی دیگر نام مادرش داشی آمده است.

## داستان
یک داستان نیمه افسانه ای وجود دارد که در مورد استفاده خلاقانه اراکی از تسن (بادبزن جنگی ژاپنی)، یا بادبزن آهنی، برای نجات جان خود نقل شده است. آراکی پس از متهم شدن به خیانت توسط آکچی میتسوهیده، نزد اربابش، اودا نوبوناگا، فراخوانده شد. طبق معمول، قبل از ورود به اتاق، از آستانه خم شد. اما او به نحوی متوجه نقشه نوبوناگا شد تا نگهبانانش درهای کشویی فوسوما را بر روی او بکوبند و گردنش را بشکنند. اراکی فن خود را در شیار درها قرار داد و از بسته شدن درها جلوگیری کرد. نقشه نوبوناگا فاش شد و جان اراکی نجات یافت.